# Franz Anton Hoffmeister
Franz Anton Hoffmeister, född 12 maj 1754 i Rottenburg am Neckar, död 9 februari 1812 i Wien, var en tysk tonsättare och musikförläggare. 
Hoffmeister flyttade 1768 till Wien för att studera juridik, men efter att ha avslutat dessa studier ägnade han sig helt åt musik. Han verkade dels som tonsättare och kapellmästare, men startade också redan 1784 ett eget musikförlag i Wien.  År 1800 öppnade han tillsammans med Ambrosius Kühnel den välkända Bureau de musique i Leipzig, som sedermera kom att blomstra under namnet C.F. Peters. Han komponerade bland annat nio operor, 42 stråkkvartetter, en mängd trior, hundratals flöjtstycken samt symfonier och pianosonater.